# Anthony da Silva
Tony, bürgerlich Anthony da Silva, (* 20. Dezember 1980 in Le Creusot) ist ein ehemaliger französischer Fußballspieler mit portugiesischen Wurzeln. Der rechte Außenverteidiger bestritt insgesamt 199 Spiele in der portugiesischen Primeira Liga und der rumänischen Liga 1. In den Jahren 2008 und 2010 gewann er mit CFR Cluj die rumänische Meisterschaft.

## Karriere
Tony wechselte 2001 in die portugiesische Liga de Honra zu GD Chaves. Nach vier Spielzeiten wechselte er zu CF Estrela Amadora in die SuperLiga. Im Januar 2007 wechselte er für 750.000 Euro zu CFR Cluj in die rumänische Liga 1. Am 24. Februar 2007 gab er sein Debüt in der Liga 1, als er beim 1:1-Unentschieden gegen Ceahlăul Piatra Neamț spielte. Aufgrund seiner aggressiven Spielweise wurde er sofort zum Publikumsliebling. Später wurde er nach Cadú stellvertretender Kapitän der Mannschaft.
Im Januar 2011 verließ Tony den CFR Cluj und kehrte zu Vitória Guimarães nach Portugal zurück. Dort kam er lediglich zu zwei Einsätzen. Anfang 2012 wechselte er zum Ligakonkurrenten FC Paços de Ferreira. Mit seinem neuen Klub beendete der die Saison 2012/13 auf dem dritten Platz der Primeira Liga. Über die Qualifikationsrunde zur Champions League kam er mit seinem Team in die Europa League und schied dort in der Gruppenphase aus. In der Liga konnte die Mannschaft an die Leistung der Vorsaison nicht anknüpfen und sicherte sich erst in der Relegation den Klassenverbleib. Tony verließ anschließend den Verein und schloss sich Aufsteiger FC Penafiel an. In der Saison 2014/15 kam er nur unregelmäßig zum Einsatz. Nach dem Abstieg beendete er im Sommer 2015 seine Laufbahn.

## Erfolge/Titel
- Rumänischer Meister: 2007/08, 2009/10
- Rumänischer Pokalsieger: 2007/08, 2008/09, 2009/10